# Impatiens oncidioides
Impatiens oncidioides är en balsaminväxtart som beskrevs av Ridleyex Hook. f. Impatiens oncidioides ingår i släktet balsaminer, och familjen balsaminväxter. Inga underarter finns listade i Catalogue of Life.